# Andrea Dossena
Andrea Dossena (ur. 11 września 1981 w Lodi) – włoski piłkarz występujący najczęściej na pozycji lewego obrońcy, chociaż zdarza mu się także grywać jako pomocnik. Od 2014 roku jest zawodnikiem Leyton Orient.

## Kariera klubowa
Andrea Dossena zawodową karierę rozpoczynał w 2001 w drużynie Hellas Verona, gdzie grał do 2005. W Serie A zadebiutował 18 listopada 2001 w wygranym 3:2 meczu z AC ChievoVerona. Dla tego włoskiego klubu Dossena rozegrał 99 spotkań, po czym został sprzedany do Udinese Calcio. Połowę karty zawodnika „Bianconerich” wykupiło Treviso, dla którego Dossena grał w sezonie 2005/2006, jednak już w kolejnych rozgrywkach ponownie reprezentował barwy Udinese. W sezonie 2007/2008 Dossena często był wystawiany na pozycji defensywnego pomocnika, chociaż do tej pory grywał głównie jako obrońca. Z ekipą prowadzoną przez Pasquale Marino Andrea w październiku 2007 roku podpisał nowy, pięcioletni kontrakt.
4 lipca 2008 roku Dossena został jednak zawodnikiem Liverpoolu. Z ekipą „The Reds” podpisał czteroletni kontrakt. W nowym klubie miał zastąpić Norwega John Arne Riise, który przeszedł do Romy. 10 lipca włoski zawodnik dostał koszulkę z numerem 2. W barwach Liverpoolu zadebiutował 16 sierpnia w wygranym 1:0 pojedynku Premier League z Sunderlandem. 10 marca 2009 roku w spotkaniu Ligi Mistrzów z Realem Madryt Włoch strzelił swojego pierwszego gola dla Liverpoolu ustalając wynik meczu na 4:0. 14 marca zdobył natomiast swoją pierwszą bramkę w lidze, a Liverpool wygrał 4:1 z Manchesterem United.
W letnim okienku transferowym w 2009 roku do Liverpoolu dołączył Glen Johnson i przejął on koszulkę z numerem 2, w której wcześniej występował Dossena. Włoch otrzymał numer 38 i najczęściej pełnił rolę zmiennika. Podczas swojej półtorarocznej przygody z Liverpoolem rozegrał tylko 18 spotkań.
8 stycznia 2010 roku Dossena powrócił do Włoch i został graczem SSC Napoli. Trafił do niego za kwotę 4,25 milionów euro. Z nowym klubem podpisał kontrakt do lata 2014 roku.
12 stycznia 2013 na zasadzie półrocznego wypożyczenia trafił do broniącego się przed spadkiem US Palermo. Klub z Sycylii po sezonie będzie mógł wykupić Włocha na stałe.

## Kariera reprezentacyjna
W latach 2000–2001 Dossena rozegrał cztery spotkania dla reprezentacji Włoch do lat 20. W dorosłej kadrze Włoch zadebiutował 17 listopada 2007 roku w towarzyskim meczu przeciwko RPA. Drugi raz w drużynie narodowej zagrał 20 sierpnia w zremisowanym 2:2 spotkaniu z Austrią. W 2009 roku Marcello Lippi powołał go do kadry na Puchar Konfederacji. W ostatnim meczu rundy grupowej z Brazylią Dossena strzelił samobójczą bramkę, a Włosi przegrali 0:3.